# John Calvin Coolidge sr.
John Calvin Coolidge sr. (Plymouth (Vermont), 31 maart 1845 - aldaar, 18 maart 1926) was een Amerikaans notaris, vrederechter, politicus en ondernemer. Hij was de vader van Calvin Coolidge, de 30ste president van de Verenigde Staten. 

## Biografie

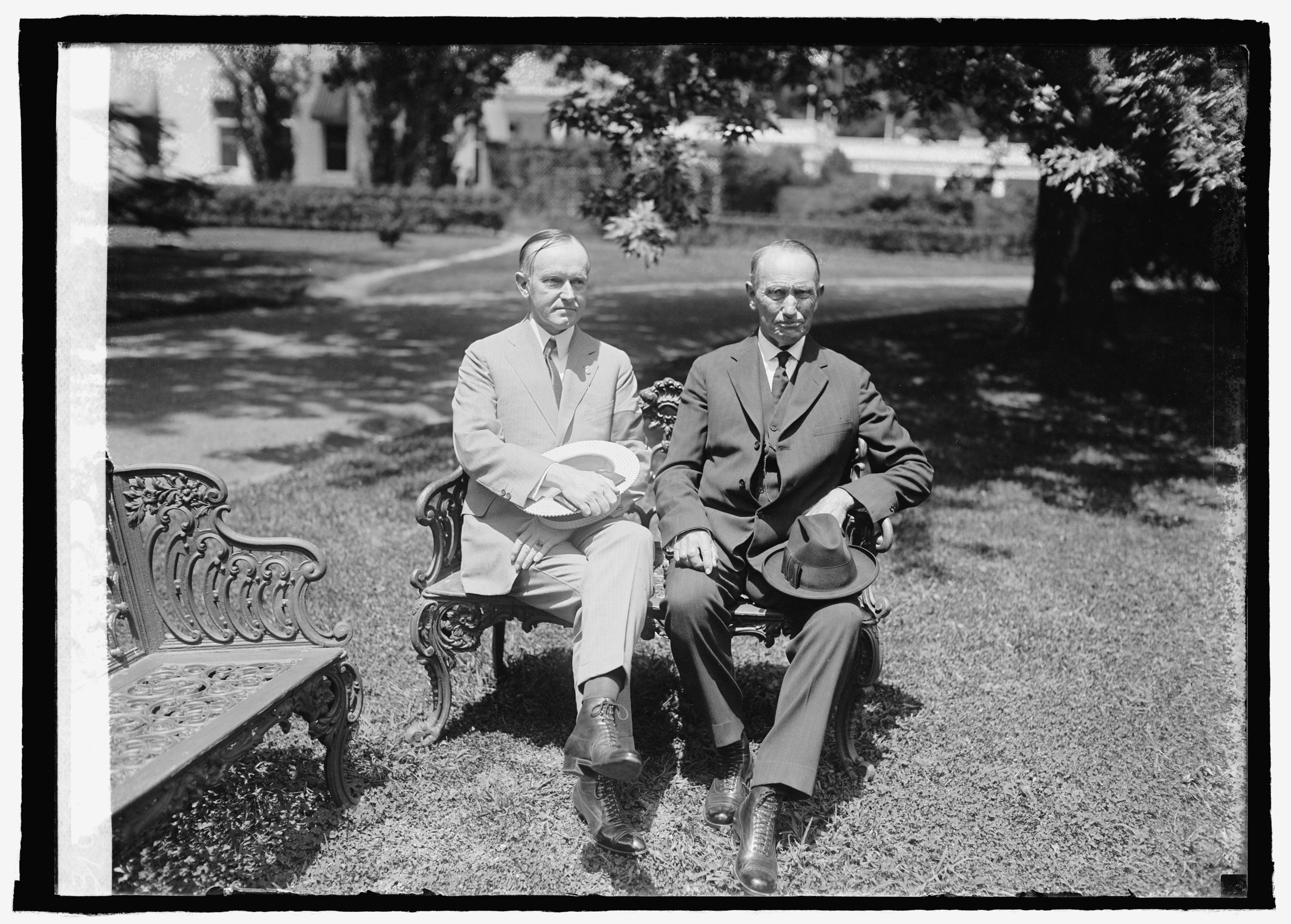
John Calvin Coolidge sr. en zijn zoon, president Calvin Coolidge.

Coolidge, die een Republikein was, zetelde in het Huis van Afgevaardigden van Vermont van 1872 tot 1878. Hij bekleedde zijn hele leven lokale functies, waaronder onder andere die van gemeenteraadslid, belastinginner, schoolinspecteur, vrederechter en notaris. Van 1900 tot 1902, tijdens het gouverneurschap van William W. Stickney, die verwant was aan de familie Coolidge, diende John Coolidge in zijn militaire staf als adjudant met de rang van kolonel. 
Na de dood van president Warren Harding nam vrederechter en notaris Coolidge sr. in de vroege ochtend van 3 augustus 1923 op de Coolidge Homestead in Plymouth Notch de presidentiële eed af van zijn zoon Calvin Coolidge, destijds vicepresident.
- Bibliothèque nationale de France: cb170516362 (data)
- International Standard Name Identifier: 0000 0004 5963 5035
- Virtual International Authority File: 14146822449907382825